# Рібамонтан-аль-Монте
Рібамонтан-аль-Монте (ісп. Ribamontán al Monte) — муніципалітет в Іспанії, у складі автономної спільноти Кантабрія. Населення — 2117 осіб (2009).
Муніципалітет розташований на відстані близько 330 км на північ від Мадрида, 13 км на південний схід від Сантандера.
На території муніципалітету розташовані такі населені пункти: Анеро, Кубас, Ос-де-Анеро (адміністративний центр), Льєрмо, Омоньйо, Лас-Пілас, Понтонес, Вільяверде-де-Понтонес.

## Демографія
Динаміка населення (INE ):

## Галерея зображень

Розташування муніципалітету